# ريتشارد بيرد (مؤلف)
ريتشارد بيرد (بالإنجليزية: Richard Beard)‏ (12 يناير 1967، سويندون في المملكة المتحدة)؛ مدرس وروائي بريطاني.